# Euphyia cineraria
Euphyia cineraria là một loài bướm đêm trong họ Geometridae.